# Sønder Herred
 For andre herreder med "Sønder" i navnet, se Sønder Herred (flertydig). (Se også artikler, som begynder med Sønder Herred)
Sønder Herred var et af de fire herreder i Bornholms Amt.
I herredet ligger følgende sogne:
- Bodilsker Sogn – (Neksø Kommune)
- Nexø Sogn – (Neksø Kommune)
- Pedersker Sogn – (Åkirkeby Kommune)
- Poulsker Sogn – (Neksø Kommune)
- Aaker Sogn – (Åkirkeby Kommune) – Aakirkeby Sogn

Til herredet hører derudover øgruppen Ertholmene med Christiansø. Øgruppen hører ikke ind under den kommunale inddeling, men forvaltes af Forsvarsministeriet.
I modsætning til øens andre tre herreder, førte Sønder Herred ikke herredsvåben.